# Anna Anka
Anna Anka, wcześniej Danuta Anna Kołodziejska, Anna Åberg i Anna Yeager (ur. 28 kwietnia 1971 w Polsce) – szwedzka aktorka i fotomodelka polskiego pochodzenia.

## Życiorys

### Wczesne lata
Po śmierci matki, jako 3,5-letnia dziewczynka Danuta Anna Kołodziejska została adoptowana z polskiego domu dziecka przez szwedzką rodzinę Åberg i zamieszkała w Bjuv w południowej Szwecji.

### Kariera
W 1993 została Miss Hawaiian Tropic. W 1994 zagrała niewielką rolę w amerykańskiej komedii Głupi i głupszy w reżyserii braci Farrelly. Była jedną z trzech bohaterek szwedzkiego reality show, Svenska Hollywoodfruar cz. 1 i cz. 2 w TV 3. W grudniu 2009 roku była bohaterką i prowadzącą Anna Ankas jul (Święta Anny Anki) w TV3. W marcu 2010 roku prowadziła reality show Anna Anka söker assistent (Anna Anka szuka asystenta). W październiku poprowadziła program w TV3 I form med Anna Anka (W formie z Anną Anką), w którym eksperci pomagali uczestnikom schudnąć.
W 2011 roku brała udział w siódmej edycji programu Skal vi danse?, będącego norweską wersją formatu Dancing with the Stars. Jej partnerem był Glenn Jørgen Sandaker, z którym zajęła szóste miejsce.

### Życie prywatne
Jej małżeństwo z Louisem Yeagerem trwało tylko miesiąc, lecz Anna nosiła jego nazwisko do kolejnego ślubu w 2008 roku z kanadyjskim piosenkarzem Paulem Anką, z którym rozwiodła się w 2010 roku. Ma dwójkę dzieci: córkę Ellie (ur. 2002) z pierwszego małżeństwa i syna Ethana (ur. 2005) z Paulem Anką.